# Scoletta dell'arte dei battioro e tiraoro

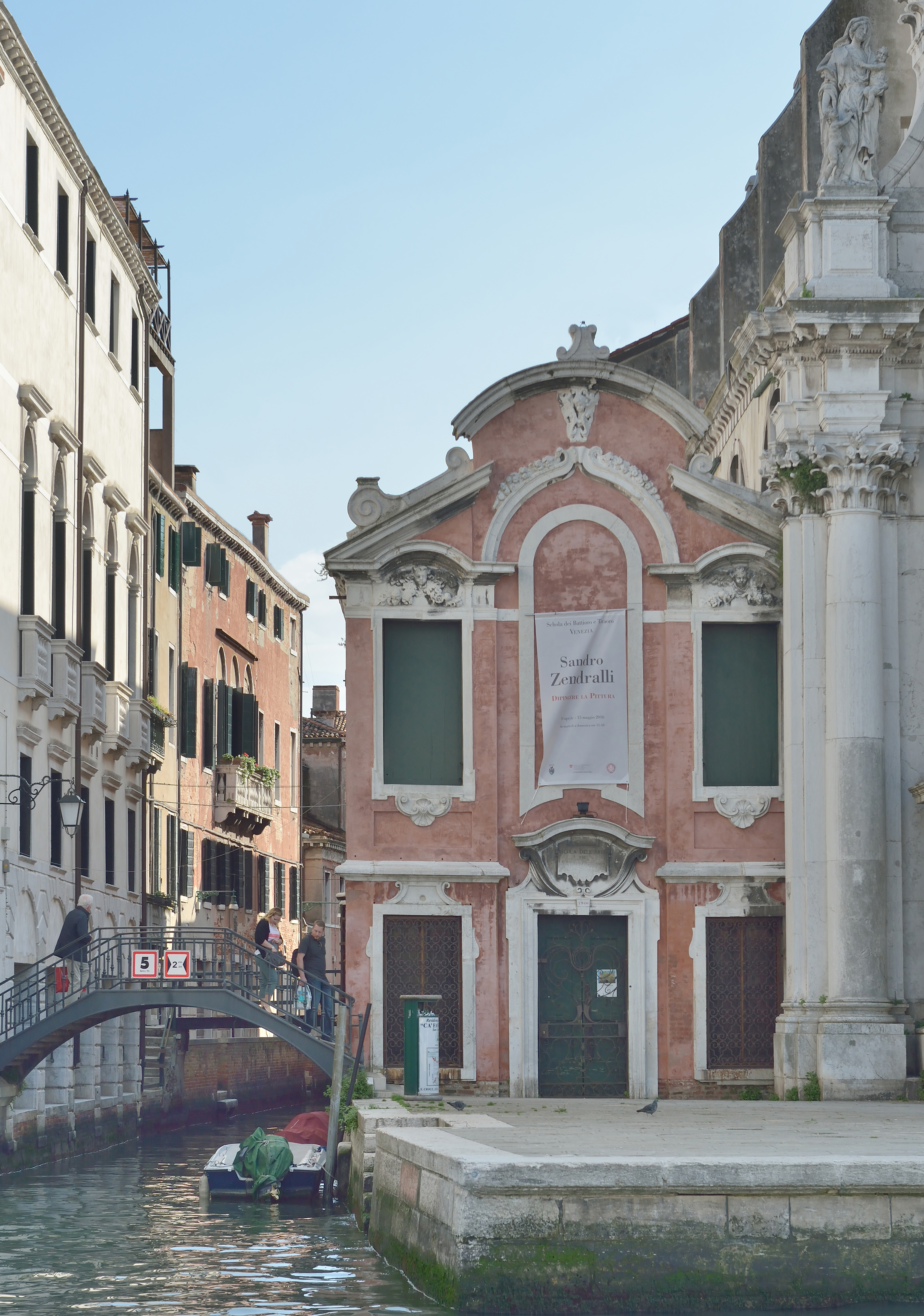
Facciata della scoletta

La Scoletta dell'arte dei battioro e tiraoro era la sede della Corporazione degli artigiani fabbricanti i fili e le foglie d'oro. Eretta a fianco della monumentale chiesa di Sant'Eustachio, detta chiesa di San Stae, la sua costruzione fu completata, dopo molte vicissitudini finanziarie, verso la fine del 1711. La Scoletta, posta sotto la protezione di San Quirico, Santa Giustina e Santa Lucia, doveva servire a celebrare le «foncioni sacre, li Capitoli, conservare li mobili... et operare a Gloria di Dio... tutto quello che ocore e che praticano quasi tutte le Arti di questa città». La Corporazione non era certo tra le più potenti e importanti di Venezia e contava solo 48 membri, che dovevano spesso autotassarsi per far fronte, non senza difficoltà, alle spese di funzionamento dell'Arte. Essa aveva tuttavia «un'arca propria nella vicina chiesa di Sant'Eustachio per seppellire i fratelli, la quale era presso l'altare di Sant'Osvaldo, dove celebravansi le varie feste dell'Arte e le cerimonie funebri». Alla vigilia della caduta della Repubblica, la corporazione era ormai finanziariamente allo stremo e nel 1798 chiuse i battenti. Nel 1806, con gli editti napoleonici, passò al Demanio dello Stato. Nel 1878 diventò proprietà di un antiquario veneziano, che ne fece la sua bottega ai cui eredi ancor oggi appartiene. 
La Scoletta ha regolarmente ospitato eventi importanti, come diversi padiglioni esterni della Biennale d'Arte e di Architettura, mostre collettive e personali, feste, conferenze e ricevimenti.